# Daniel Fernández (gobernador)
Daniel Fernández, teniente coronel argentino, gobernador provisional de la provincia de Córdoba durante la revolución radical de 1905.

## Gobernación de Córdoba
En el inicio del 1900, la sociedad se encontraba partida, y con los mecanismos electorales restringidos por la corrupción. La oposición no veía otra posibilidad de terminar con el régimen, como llamaba al gobierno de los hombres del Partido Autonomista Nacional, que no fuera la revolución armada. Así se fue gestando un alzamiento contra las autoridades en varias provincias, pero que en Córdoba tuvo su mayor repercusión.
El amanecer del 4 de febrero de 1905 trajo la rebelión, encabezada militarmente por el teniente coronel Daniel Fernández y secundada por los principales dirigentes de la Unión Cívica Radical cordobesa.
Los militares y radicales insurgentes coparon la ciudad capital cordobesa y se enfrentaron contra las tropas leales al gobernador Olmos, dirigidas por el teniente coronel Gregorio Vélez. Las hostilidades, que duraron hasta el mediodía, arrojaron varios muertos de ambos bandos. Los revolucionarios tomaron prisionero al mandatario cordobés, al vicepresidente de la República Argentina Figueroa Alcorta que por casualidad se hallaba en Córdoba, y al hijo del General Roca, entre otros funcionarios, mientras que el General Julio A. Roca, que se encontraba en la estancia La Paz, se dirigía al norte del país.
Los vencedores formaron un gobierno, dirigido por el teniente coronel Daniel Fernández, y acompañado por Abraham Molina y Aníbal Pérez del Viso como ministros. en un documento se proclamó: 
Desde hoy en adelante desaparecerán para siempre las oligarquías, en virtud del esfuerzo civil que ha realizado este pueblo.
Pero la intentona revolucionaria no había prosperado en las otras provincias, y los rebeldes cordobeses quedarían solos en la lucha. En búsqueda de una salida a la difícil situación, el ministro revolucionario Aníbal Pérez del Viso llevó al vicepresidente Figueroa Alcorta hasta las oficinas del telégrafo, donde le hizo establecer comunicación con el presidente Manuel Quintana. Una vez realizada la misma, Pérez del Viso tomó el lugar de Figueroa Alcorta y comenzó a proponer distintas soluciones, que obviamente protegían a los insurrectos. Más allá de que Quintana creía que era Figueroa Alcorta quien enviaba las proposiciones, el presidente se mantuvo siempre en una posición intransigente para con los radicales.
Dicha postura presidencial fue ratificada con el envío de tropas al mando del General Lorenzo Wintter, quien arribó a la capital cordobesa el 10 de febrero. La asonada llegaba a su fin, los principales referentes se refugiaron en algunos conventos, en tanto otros, fueron apresados y remitidos a Ushuaia, siendo liberados por una amnistía meses después.
| Predecesor: José Vicente de Olmos | Gobernador de Córdoba 1905-1905 | Sucesor: José Vicente de Olmos |

- Datos: Q5798335